# Selección de fútbol sub-17 de Vietnam
La Selección de fútbol sub-17 de Vietnam es el equipo que representa al país en el Mundial Sub-17, en el Campeonato Sub-16 de la AFC y en el Campeonato Sub-16 de la AFF; y es controlado por la Federación de Fútbol de Vietnam.

## Participaciones

### Mundial Sub-17
| Año                         | Fase            | Posición        | PJ              | PG              | PE              | PP              | GF              | GC              |
| --------------------------- | --------------- | --------------- | --------------- | --------------- | --------------- | --------------- | --------------- | --------------- |
| China 1985                  | No se clasificó | No se clasificó | No se clasificó | No se clasificó | No se clasificó | No se clasificó | No se clasificó | No se clasificó |
| Canadá 1987                 | No se clasificó | No se clasificó | No se clasificó | No se clasificó | No se clasificó | No se clasificó | No se clasificó | No se clasificó |
| Escocia 1989                | No se clasificó | No se clasificó | No se clasificó | No se clasificó | No se clasificó | No se clasificó | No se clasificó | No se clasificó |
| Italia 1991                 | No se clasificó | No se clasificó | No se clasificó | No se clasificó | No se clasificó | No se clasificó | No se clasificó | No se clasificó |
| Japón 1993                  | No se clasificó | No se clasificó | No se clasificó | No se clasificó | No se clasificó | No se clasificó | No se clasificó | No se clasificó |
| Ecuador 1995                | No se clasificó | No se clasificó | No se clasificó | No se clasificó | No se clasificó | No se clasificó | No se clasificó | No se clasificó |
| Egipto 1997                 | No se clasificó | No se clasificó | No se clasificó | No se clasificó | No se clasificó | No se clasificó | No se clasificó | No se clasificó |
| Nueva Zelanda 1999          | No se clasificó | No se clasificó | No se clasificó | No se clasificó | No se clasificó | No se clasificó | No se clasificó | No se clasificó |
| Trinidad y Tobago 2001      | No se clasificó | No se clasificó | No se clasificó | No se clasificó | No se clasificó | No se clasificó | No se clasificó | No se clasificó |
| Finlandia 2003              | No se clasificó | No se clasificó | No se clasificó | No se clasificó | No se clasificó | No se clasificó | No se clasificó | No se clasificó |
| Perú 2005                   | No se clasificó | No se clasificó | No se clasificó | No se clasificó | No se clasificó | No se clasificó | No se clasificó | No se clasificó |
| Corea del Sur 2007          | No se clasificó | No se clasificó | No se clasificó | No se clasificó | No se clasificó | No se clasificó | No se clasificó | No se clasificó |
| Nigeria 2009                | No se clasificó | No se clasificó | No se clasificó | No se clasificó | No se clasificó | No se clasificó | No se clasificó | No se clasificó |
| México 2011                 | No se clasificó | No se clasificó | No se clasificó | No se clasificó | No se clasificó | No se clasificó | No se clasificó | No se clasificó |
| Emiratos Árabes Unidos 2013 | No se clasificó | No se clasificó | No se clasificó | No se clasificó | No se clasificó | No se clasificó | No se clasificó | No se clasificó |
| Chile 2015                  | No se clasificó | No se clasificó | No se clasificó | No se clasificó | No se clasificó | No se clasificó | No se clasificó | No se clasificó |
| India 2017                  | No se clasificó | No se clasificó | No se clasificó | No se clasificó | No se clasificó | No se clasificó | No se clasificó | No se clasificó |
| Brasil 2019                 | No se clasificó | No se clasificó | No se clasificó | No se clasificó | No se clasificó | No se clasificó | No se clasificó | No se clasificó |
| 2023                        | No se clasificó | No se clasificó | No se clasificó | No se clasificó | No se clasificó | No se clasificó | No se clasificó | No se clasificó |
| Total                       | 0/16            | 0º              | 0               | 0               | 0               | 0               | 0               | 0               |

### AFC U-16 Championship
| Año            | Resultado                                  | Pos.                                       | J                                          | G                                          | E                                          | P                                          | GF                                         | GC                                         |
| -------------- | ------------------------------------------ | ------------------------------------------ | ------------------------------------------ | ------------------------------------------ | ------------------------------------------ | ------------------------------------------ | ------------------------------------------ | ------------------------------------------ |
| de 1985 a 1998 | No participó                               | No participó                               | No participó                               | No participó                               | No participó                               | No participó                               | No participó                               | No participó                               |
| 2000           | 4.º lugar                                  | 4/10                                       | 6                                          | 2                                          | 1                                          | 3                                          | 11                                         | 13                                         |
| 2002           | Fase de grupos                             | 11/12                                      | 3                                          | 0                                          | 1                                          | 2                                          | 2                                          | 7                                          |
| 2004           | Fase de grupos                             | 16/16                                      | 3                                          | 0                                          | 0                                          | 3                                          | 2                                          | 5                                          |
| 2006           | Fase de grupos                             | 9/16                                       | 3                                          | 1                                          | 1                                          | 1                                          | 5                                          | 5                                          |
| 2008           | No clasificó                               | No clasificó                               | No clasificó                               | No clasificó                               | No clasificó                               | No clasificó                               | No clasificó                               | No clasificó                               |
| 2010           | Fase de grupos                             | 12/16                                      | 3                                          | 1                                          | 0                                          | 2                                          | 4                                          | 10                                         |
| 2012           | No clasificó                               | No clasificó                               | No clasificó                               | No clasificó                               | No clasificó                               | No clasificó                               | No clasificó                               | No clasificó                               |
| 2014           | No clasificó                               | No clasificó                               | No clasificó                               | No clasificó                               | No clasificó                               | No clasificó                               | No clasificó                               | No clasificó                               |
| 2016           | Cuartos de final                           | 9/16                                       | 4                                          | 2                                          | 0                                          | 2                                          | 6                                          | 15                                         |
| 2018           | Fase de grupos                             | 15/16                                      | 3                                          | 0                                          | 1                                          | 2                                          | 1                                          | 7                                          |
| 2020           | Cancelado debido a la pandemia de COVID-19 | Cancelado debido a la pandemia de COVID-19 | Cancelado debido a la pandemia de COVID-19 | Cancelado debido a la pandemia de COVID-19 | Cancelado debido a la pandemia de COVID-19 | Cancelado debido a la pandemia de COVID-19 | Cancelado debido a la pandemia de COVID-19 | Cancelado debido a la pandemia de COVID-19 |
| 2023           | Fase de grupos                             |                                            | 3                                          | 0                                          | 1                                          | 2                                          | 1                                          | 6                                          |
| Total          | 5/8                                        | 5/8                                        | 18                                         | 4                                          | 3                                          | 11                                         | 24                                         | 40                                         |

### AFF U-16 Youth Championship
| Año   | Resultado      | Pos.           | J              | G              | E              | P              | GF             | GC             |
| ----- | -------------- | -------------- | -------------- | -------------- | -------------- | -------------- | -------------- | -------------- |
| 2002  | Fase de grupos | 7/10           | 4              | 1              | 1              | 2              | 14             | 11             |
| 2005  | Fase de grupos | 6/7            | 3              | 0              | 1              | 2              | 4              | 9              |
| 2006  | Campeón        | 1/4            | 3              | 2              | 0              | 1              | 7              | 3              |
| 2007  | Third place    | 3/9            | 5              | 2              | 1              | 2              | 6              | 7              |
| 2008  | No participó   | No participó   | No participó   | No participó   | No participó   | No participó   | No participó   | No participó   |
| 2010  | Campeón        | 1/4            | 4              | 3              | 0              | 1              | 4              | 2              |
| 2011  | Fase de grupos | 5/10           | 4              | 2              | 0              | 2              | 15             | 9              |
| 2012  | No participó   | No participó   | No participó   | No participó   | No participó   | No participó   | No participó   | No participó   |
| 2013  | 4.º lugar      | 4/10           | 6              | 3              | 1              | 2              | 21             | 4              |
| 2015  | Fase de grupos | 6/11           | 5              | 1              | 2              | 2              | 10             | 8              |
| 2016  | Por disputarse | Por disputarse | Por disputarse | Por disputarse | Por disputarse | Por disputarse | Por disputarse | Por disputarse |
| Total | 8/10           | 8/10           | 34             | 14             | 6              | 14             | 81             | 53             |